# علي الجهراري
علي الجهراري (ولد في 31 يناير 1997) هو لاعب نبالة ليبي. وأول ليبي يشارك في منافسات النبالة في الألعاب الأولمبية الصيفية 2016 التي أقيمت في ريو دي جانيرو.

## روابط خارجية
- علي الجهراري على موقع الاتحاد الدولي للرماية بالسهام (الإنجليزية)
- علي الجهراري على موقع أوليمبيديا (الإنجليزية)